# Arvid Syrrist
Arvid Egil Syrrist, född 13 mars 1905 i Kristiania (nuvarande Oslo), död 18 juni 1997 i Trelleborg, var en norsk-svensk tandläkare och fotbollsspelare.
Syrrist var 1924–32 elitfotbollsspelare i den norska klubben Frigg Oslo FK. Han noterades för fem A-landskamper för Norge i fotboll och två A-landskamper i bandy. 
Han blev odontologie doktor vid Lunds universitet 1949 på avhandlingen Experimental Studies on the Effect of Sodium Fluoride on Human Dental Enamel: Investigations into the Potentialities of Topical Application of Sodium Fluoride to Teeth as a Means of Caries Control. Han var laborator i barntandvård vid Tandläkarhögskolan i Malmö 1952–62 och professor i barntandvård vid Lunds universitet 1962–71. Han var ledamot av Medicinalstyrelsens (från 1968 Socialstyrelsens) vetenskapliga råd 1965–71.